# Spyros Troianos
Spyros (Spyridon) N. Troianos (griechisch Σπύρος Τρωιάνος) (* 18. Juli 1933 in Athen; † 27. Januar 2024) war ein griechischer Kirchenrechtler und Rechtshistoriker sowie Professor der Universität Athen.

## Leben
Spyros Troianos studierte Rechtswissenschaft in Athen und Byzantinistik in München, wurde 1964 an der Athener Universität promoviert, habilitierte sich 1970 ebendort und war an derselben Universität zunächst Dozent, dann außerordentlicher Professor und schließlich von 1979 bis zu seiner Emeritierung im Jahre 2000 ordentlicher Professor für orthodoxes Kirchenrecht, griechisches Staatskirchenrecht und byzantinische Rechtsgeschichte. Von 1994 bis 2000 war er zudem Dekan der juristischen Fakultät und Mitglied des Akademischen Senats der Athener Universität, seit 1985 war er Vorstandsmitglied bzw. juristischer Berater der Forschungskommission derselben Universität. Überdies war er von 1978 bis 1982 als Generaldirektor im griechischen Kultusministerium zuständig für die kirchlichen Angelegenheiten des griechischen Staates, von 1984 bis 1998 Mitglied und später Präsident des Gründungsausschusses für die Ionische Universität auf Korfu. 1999 wurde ihm von der Rechtswissenschaftlichen Fakultät der Universität Wien der Titel eines Doctor honoris causa verliehen. Er war darüber hinaus ordentliches Mitglied der Kommission der Heiligen Synode der Kirche Griechenlands für nomokanonische Fragen.

## Werk
Spyros Troianos war der bedeutendste Forscher auf dem Gebiet des byzantinischen Rechts seit Karl Eduard Zachariae von Lingenthal. In annähernd 500 Publikationen (Monographien, Aufsätzen, Lexikonartikeln und Rezensionen) hat er nicht nur selbst die Erforschung dieses lange vernachlässigten Wissenschaftszweiges entscheidend gefördert, sondern auch die einschlägige internationale Forschung genauestens dokumentiert, weshalb das byzantinische Recht zu Beginn des 21. Jahrhunderts wieder als ein respektabler Forschungszweig sowohl der Rechtsgeschichte als auch der Byzantinistik angesehen wird.

## Schriften (Auswahl)
- Ἡ ἐκκλησιαστικὴ δικονομία μέχρι τοῦ θανάτου τοῦ Ἰουστινιανοῦ, Athen 1964
- Ἡ ἐκκλησιαστικὴ διαδικασία μεταξὺ 565 καὶ 1204, Athen 1969
- Ὁ «Ποινάλιος» τοῦ Ἐκλογαδίου (Συμβολὴ εἰς τὴν ἱστορίαν τῆς ἐξελίξεως τοῦ ποινικοῦ δικαίου ἀπὸ τοῦ Corpus Iuris Civilis μέχρι τῶν Βασιλικῶν), Frankfurt am Main 1980
- Τὸ ἐκκλησιαστικὸ δίκαιο τοῦ γάμου, Athen 1982
- Παραδόσεις ἐκκλησιαστικοῦ δικαίου, Athen (/ Komotini), 1. Auflage 1981–1982, 2. Auflage 1984
- Ἡ ἄμβλωση κατὰ τὸ δίκαιο τῆς Ἁνατολικῆς Ὀρθοδόξου Ἐκκλησίας, Athen 1987
- Ἡ Ζ΄ Οἰκουμενικὴ Σύνοδος καὶ τὸ νομοθετικὸν αὐτῆς ἔργον, Athen 1989
- mit Dieter Simon, Das Novellensyntagma des Athanasios von Emesa, Frankfurt am Main 1989
- Ἡ Πενθέκτη Οἰκουμενικὴ Σύνοδος καὶ τὸ νομοθετικό της ἔργο, Athen 1992
- Η θέση του νομικού / δικαστή στη βυζαντινή κοινωνία, Athen 1993
- (Hrsg.), Έγκλημα και τιμωρία στο Βυζάντιο, Athen 1997
- Μαγεία και δίκαιο στο βυζάντιο, Athen 1997
- Οργάνωση των Εκκλησιών και διεθνείς σχέσεις, Athen / Komotini, 1. Auflage 1983, 2. Auflage 1997
- (Hrsg.), Analecta Atheniensia ad ius byzantinum spectantia I, Athen / Komotini 1997
- (mit Charikleia Dimakopulu), Εκκλησία και Πολιτεία (Οι σχέσεις τους κατά τον 19º αιώνα [1833–1852]), Athen / Komotini 1999
- Η ελληνική νομική γλώσσα (Γένεση και μορφολογική εξέλιξη της νομικής ορολογίας στη ρωμαϊκή Ανατολή), Athen / Komotini 2000
- (mit Iulia Velissaropulu-Karakosta), Ιστορία Δικαίου, Athen / Komotini, 1. Auflage 1993, 2. Auflage 1997, 3. Auflage 2001
- (mit Georgios Pulis), Εκκλησιαστικό δίκαιο, Athen / Komotini, 1. Auflage 2002, 2. Auflage 2003
- Historia et ius, Athen 2004, 2 Bände (teilweise überarbeiteter Nachdruck von 1 englischem Artikel, 59 deutschen und 10 französischen Artikeln)
- Οι Νεαρές Λέοντος ς΄ του Σοφού (Προλεγόμενα, κείμενο, απόδοση στη νεοελληνική, ευρετήρια και επίμετρο), Athen 2007
- (Hrsg.), Κατευόδιον (In memoriam Nikos Oikonomides), Athen / Komotini 2008
- Οι πηγές του βυζαντινού δικαίου, Athen / Komotini, 1. Auflage 1986, 2. Auflage 1999, 3. Auflage 2011
  - Die Quellen des byzantinischen Rechts. Berlin; Boston: 2017
- Byzantine Canon Law to 1100 und Byzantine Canon Law from the Twelfth to the Fifteenth Centuries, in: Wilfried Hartmann / Kenneth Pennington (Hrsgg.), The History of Byzantine and Eastern Canon Law to 1500, Washington, D. C., 2012, 115–214